# عیینه

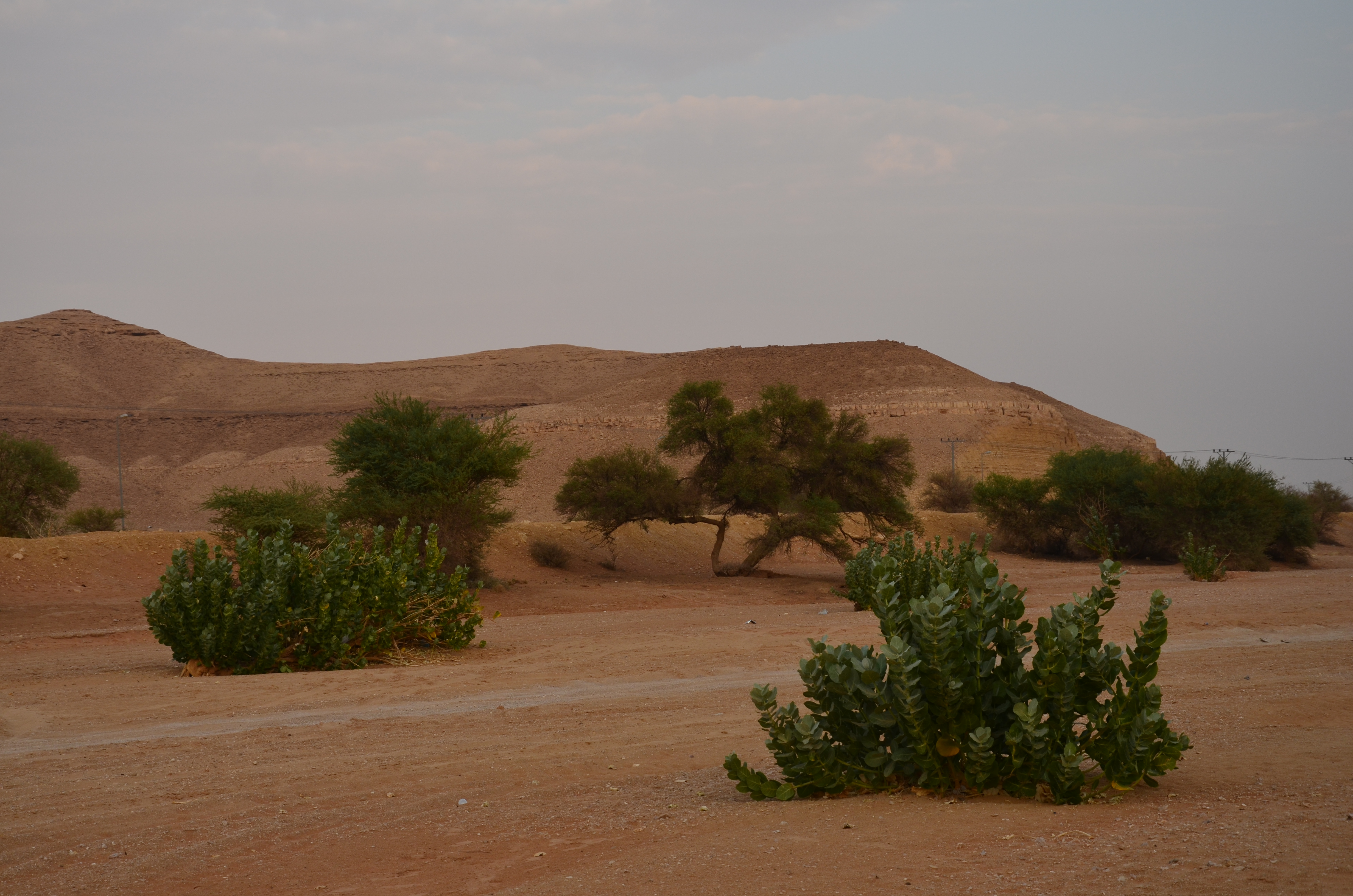
عیینه

عُیَینه (عربی: العيينة)، روستایی در مرکز عربستان سعودی است که در ۳۰ کیلومتری شمال غربی ریاض در استان ریاض قرار دارد. عیینه زادگاه محمد بن عبدالوهاب بود که پیروانش به عنوان وهابی شناخته می‌شوند.